# Собор П'єнци
Собор П'єнци або Катедральний собор міста П'єнца ( італ. Duomo di Pienza) — уславлений зразок ансамблевої забудови історичної частини міста П'єнца доби кватроченто, що виник з ініціативи папи римського Пія ІІ Пікколоміні, котрий був родом в провінційної П'єнци.

## Дещо про Пікколоміні

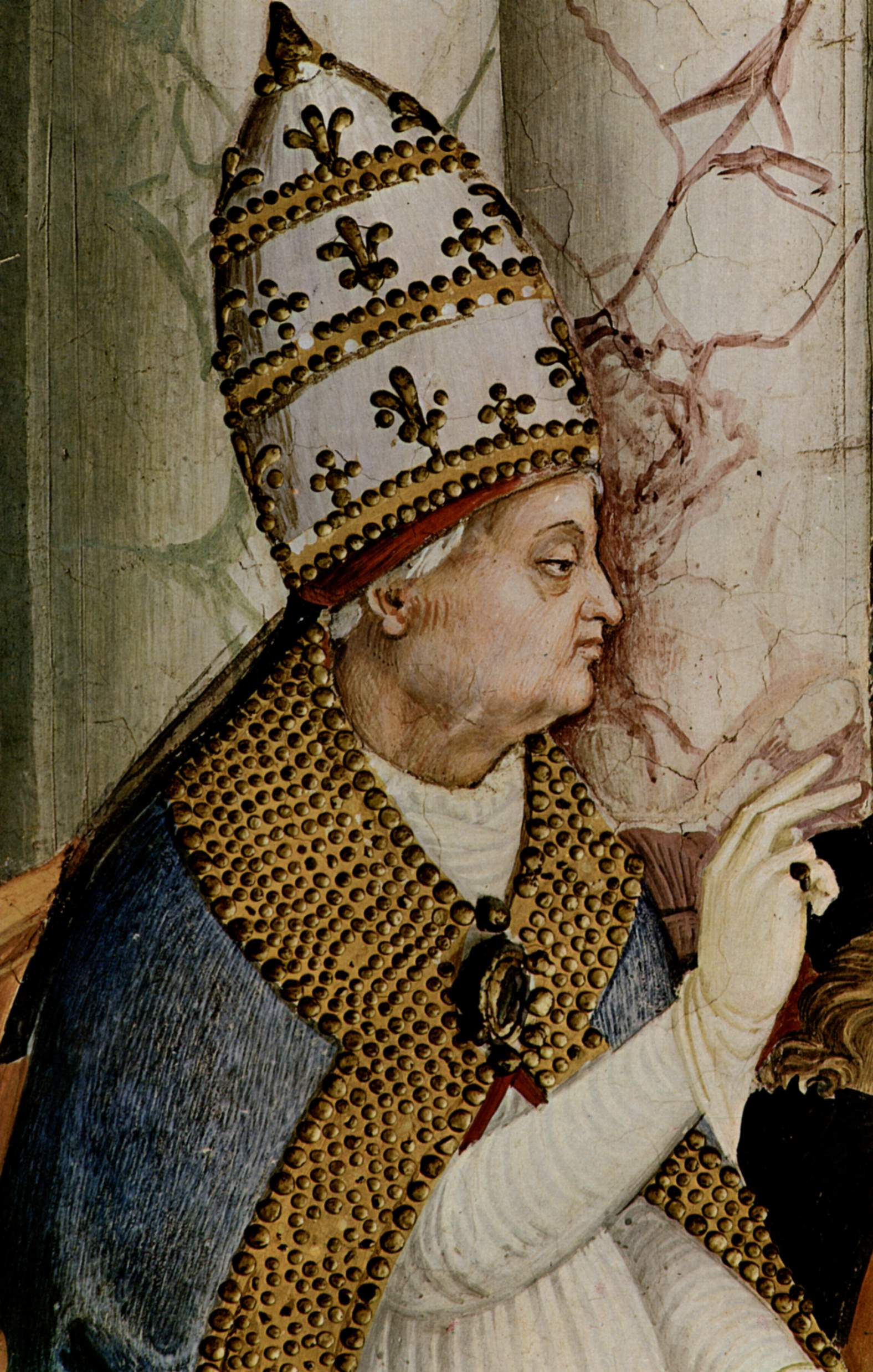
Худ. Пінтуріккіо. Портрет папи римського Пія ІІ.

Еней Сільвіо з роду Пікколоміні вів богемний спосіб життя і навіть створював еротичні вірші. Мінливість і деяка непослідовність були притаманні йому і на престолі папи римського, котрий він посідав близько шести років. Навчався Еней Сільвіо Пікколоміні в Сієнському університеті.
Молодий гуманіст зачитувався творами Цицерона, Лівія і, наслідуючи римським поетам, писав еротичні вірші. З 1430 виконував функції секретаря трьох єпископів і трьох кардиналів, проявивши при цьому великі дипломатичні здібності, які використовував, зокрема, при дворі німецького імператора Фрідріха III. У 26 років Енеа Сільвіо Пікколоміні брав участь в Базельському соборі, потім став особистим секретарем імператора Фрідріха III, з рук якого прийняв корону Першого поета. При його допомогою імператор став на бік папи Миколи V в боротьбі з Базельською собором; за цю послугу Пікколоміні було надано єпископську кафедру в Трієсті. Серед його досягнень є рішення Віденського конкордату оголосити постанови Базельського собору недійсними і відібрати у німецької церкви досягнуті свободи. У 40 років прийняв священницький сан і вступив на службу до папи Євгена IV, який призначив його єпископом Сієни, а потім — кардиналом.
Недовге перебування у Римі використав для перебудови провінційного міста Корсіньяно на регулярне ідеальне місто (здійснена лише перебудова історичного центра) та на створення палацу для родини і нового катедрального собору. Місто було також перейменоване на честь папи у П'єнца.

## Соборна площа

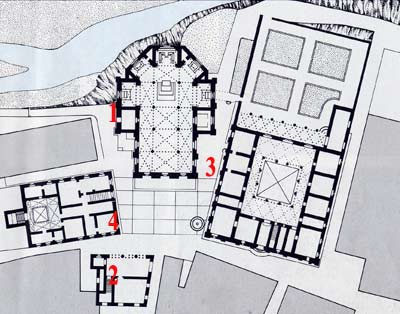
1) катедральний собор Вознесіння Богородиці. 2) палац Пікколоміні, 3) будинок єпископа, 4) ратуша міста

Повноцінно розповідати про один собор некоректно, бо він за задумом і за виконанням — лише частина одного з перших ансамблів, реалізованих у містобудівній практиці доби кватроченто. Формально автором ансамблю є архітектор Бернардо Росселліні (1409—1464). Але  Роселліні — учень і послідовник впливового теоретика ренесансної архітектури Леона-Баттіста Альберті (1404—1472), особистості значної обдарованості. Або ідея, або настанови Альберті чи досконале вивчення його праць мають помітний вплив на проект  забудови історичної частини міста П'єнця.
Собор вибудували на місці колишнього храма. Вже тоді склалися декотрі частини площі у вигляді трапеції, що включили у новий ансамбль, серед них — ратуша міста, будинок місцевого єпископа, палац папи, старовинний цвинтар. Площа розташована на узвишші, до котрого ведуть декілька шляхів. Вуличні перспективи з узвишшя пов'язані з далями долини, розташованої нижче. Це пов'язувало дещо затісну площу із далечінню долини і природним оточенням і зменшувало її відокремленість. На площі міста таким чином були зосереджені усі головні осередки влади світської та влади церковної.

## Опис собору
Собор вирішено у компромісних частинах — його фасад, розпланування і станковий живопис в соборі від доби відродження, а інтер'єр, форми видовжених вікон і склепіння — готичні, тобто  середньовічні.
Головний фасад — типова фасадична архітектура з мармуру. тоді як сам собор цегляний. Фасад тричастинний, розділений пілястрами. Середній проміжок ширший за бічні і декорований високими дверима з одвірком. Фасад вінчає трикутний фронтон з гербом рода Пікколоміні у колі.
Собор прикрашено образами (картинами), що виконали непогані художники середини 15 ст. за замовою папи з роду Пікколоміні.

## Палац Пікколоміні в місті П'єнца

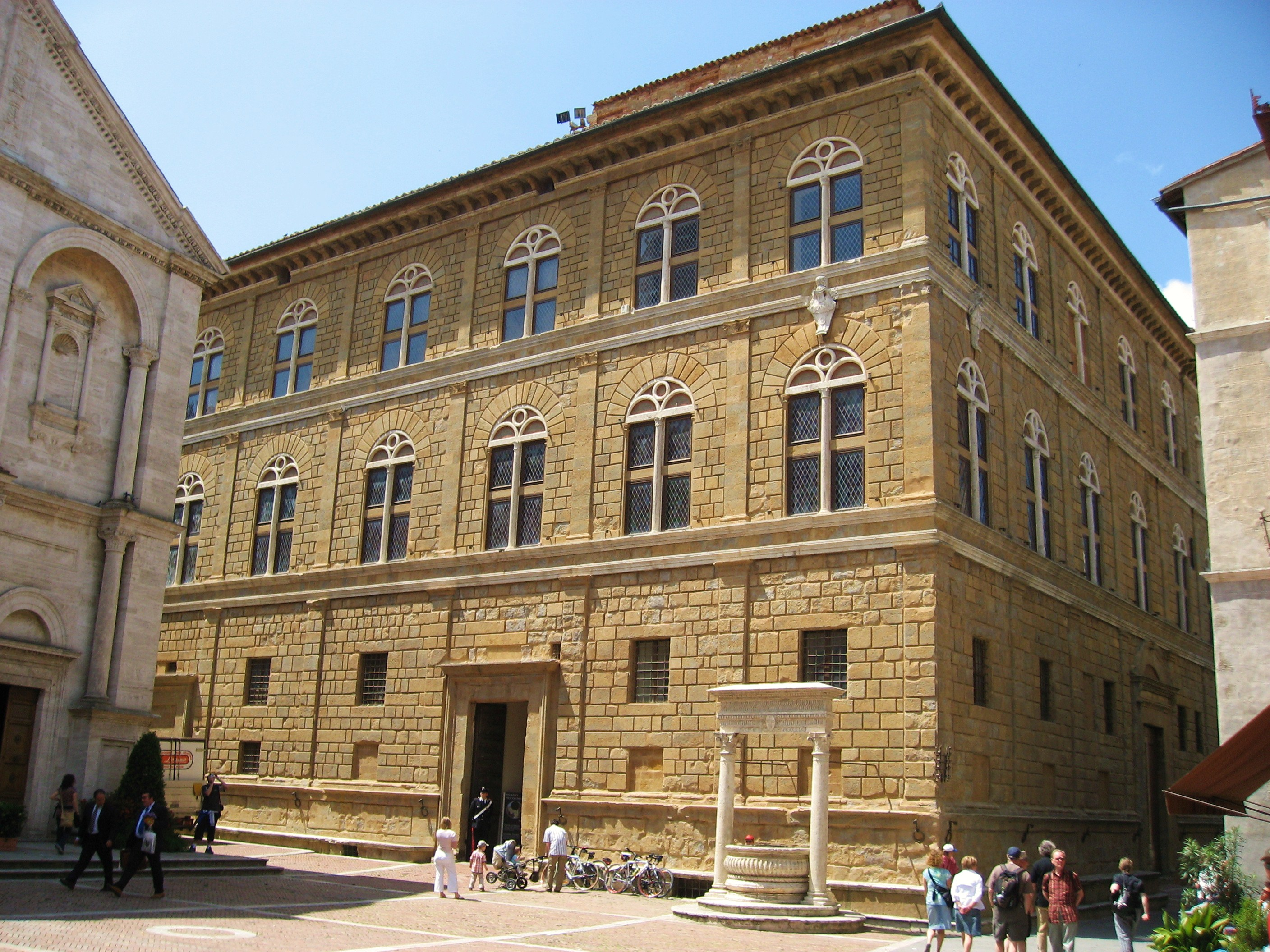
Палаццо Пікколоміні у місті П'єнца

Палаццо Пікколоміні розташований праворуч від головного фасаду собору. Елегантність фасаду собору з його філігранними деталями наче проігнорована фасадами палацу папи римського. Архітектор Роселліні вирішив палац у монументальному вигляді і з майже римським, величним масштабом .  Фасади мають декор, що нагадує подібний у флорентійському палаці Ручеллаі. Це ті ж пілястри, розділені  міжповерховими смугами. У Альберті фасад в палаці Ручеллаі має часто поставлені пілястри, а сама стіна декорована  спокійним рустом. Архітектор Роселліні використав цей же тип декору, але пілястри поставив далеко один від одного, тому на фасадах головує сама стіна та великі напівциркульні вікна двох поверхів.
Розпланування палацу з внутрішнім двориком і ренесансного за формами саду на одній осі.

## Фасади собору, галерея фото

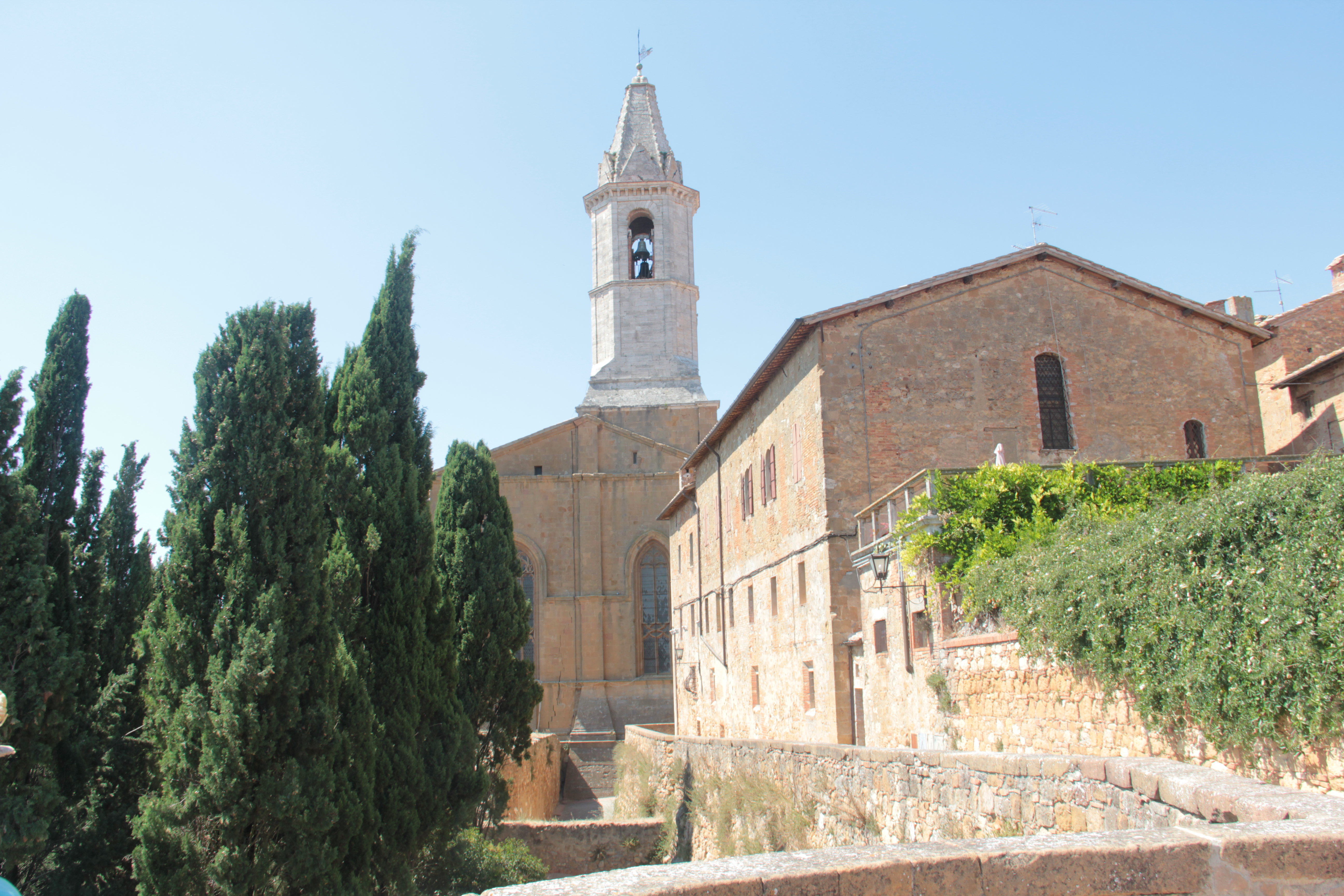
Дзвіниця
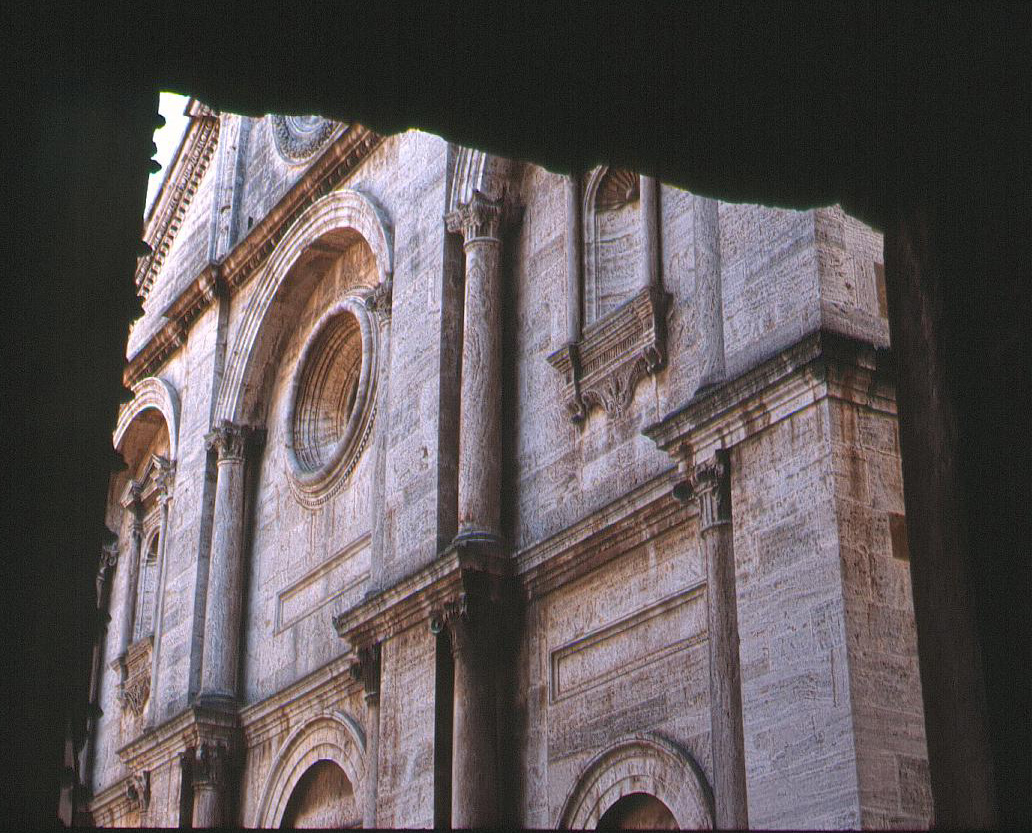
Головний фасад від палацу Пікколоміні
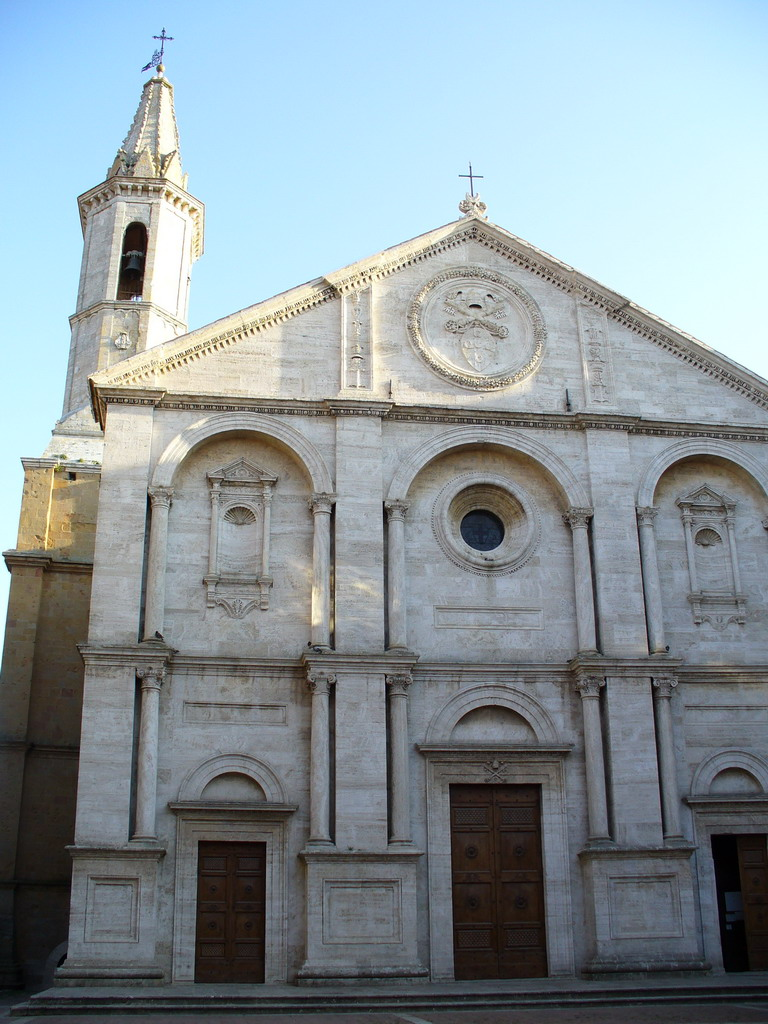
Головний фасад на площу
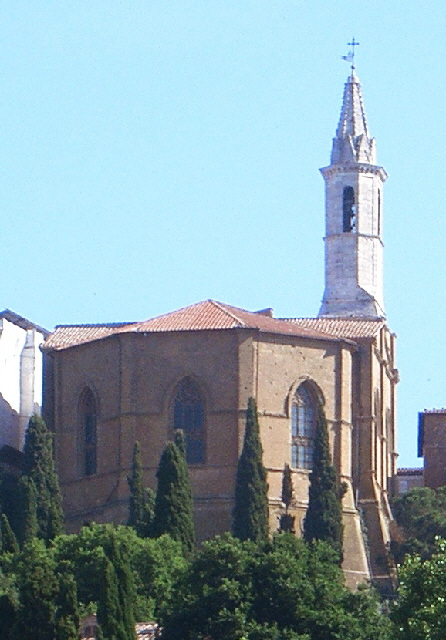
Абсида собору Вознесіння Богородиці

## Інтер'єр і скарби мистецтва

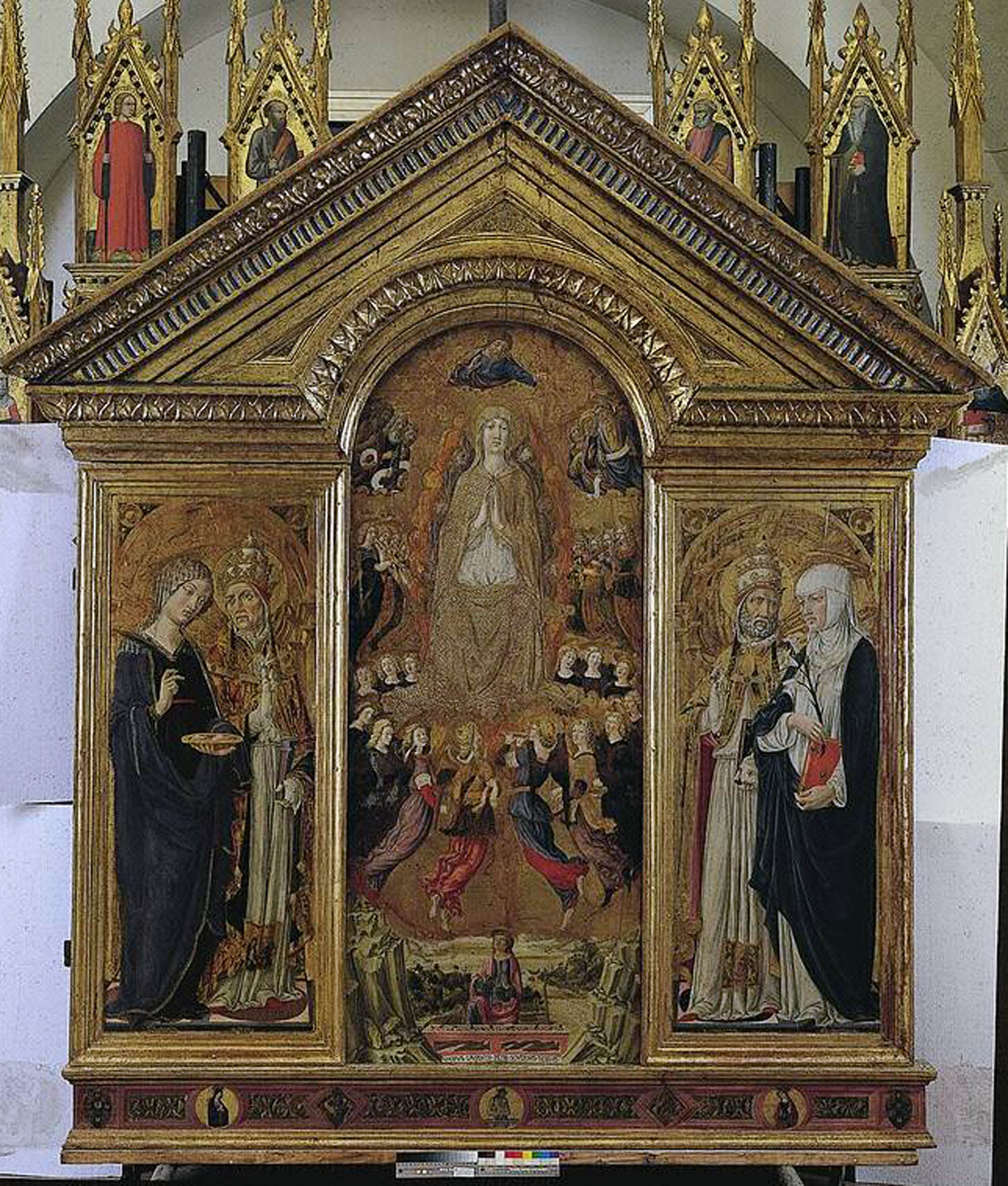
Худ Веккьєтта, «Вознесіння Богородиці зі святими»

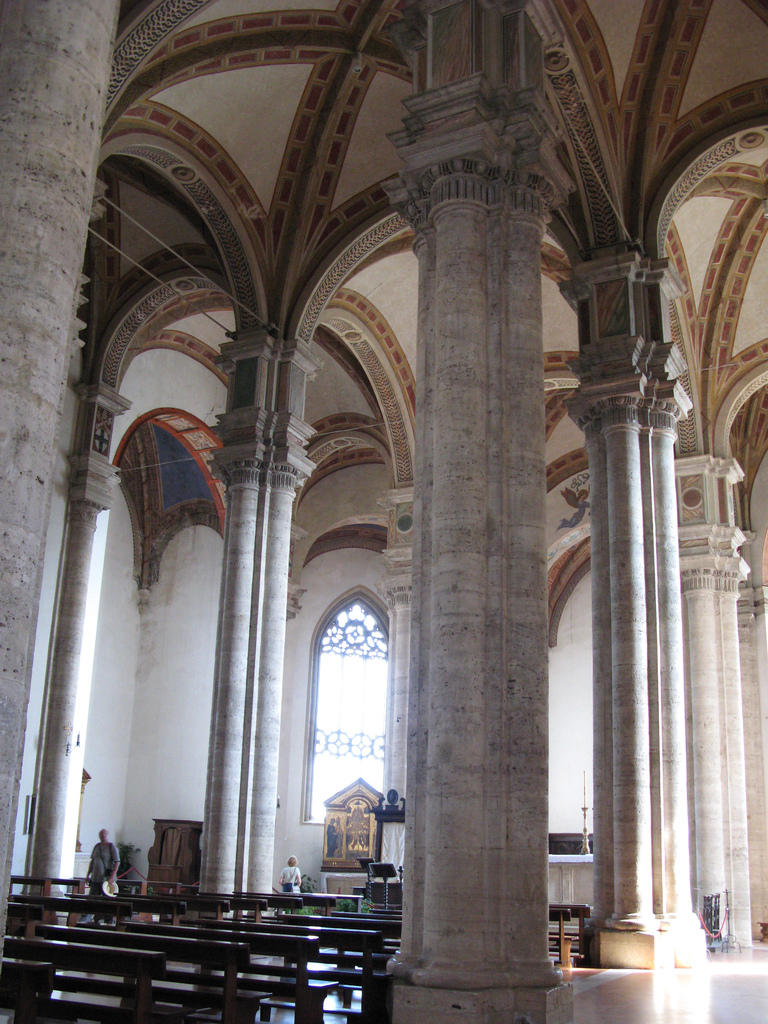
Склепіння катедрального собору
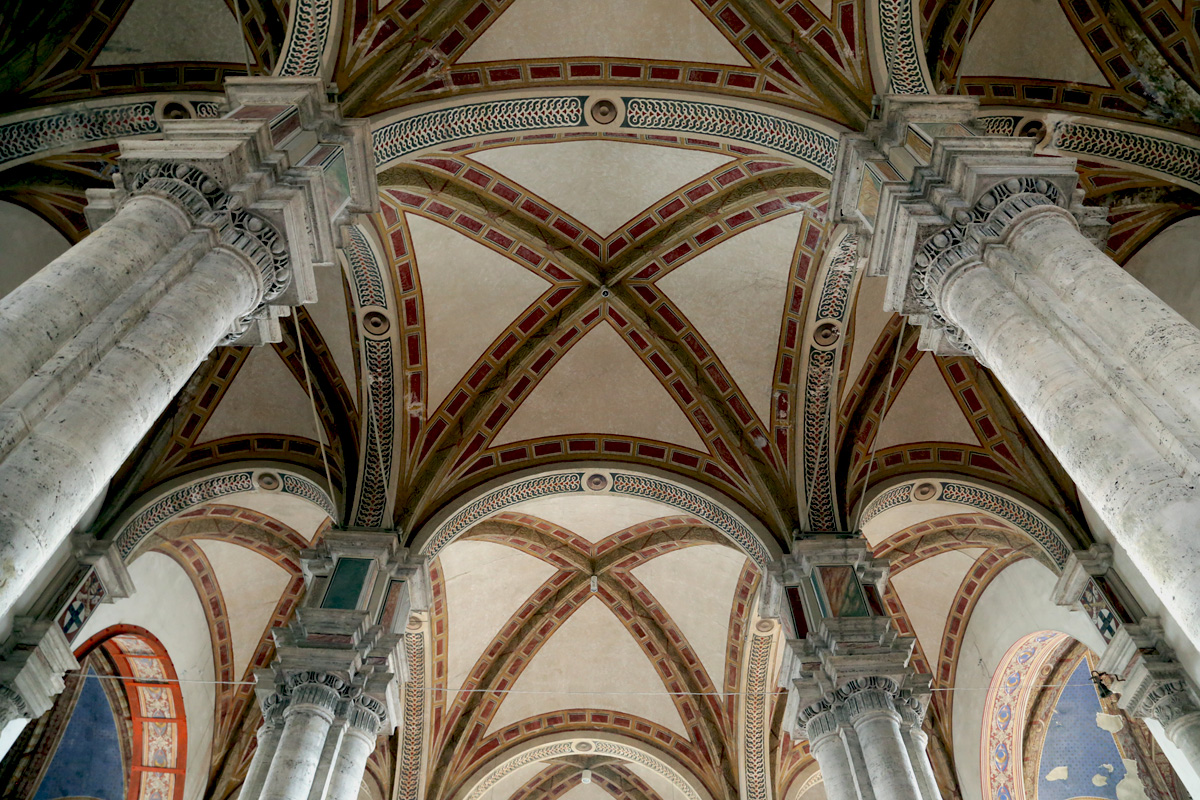
Декор склепінь
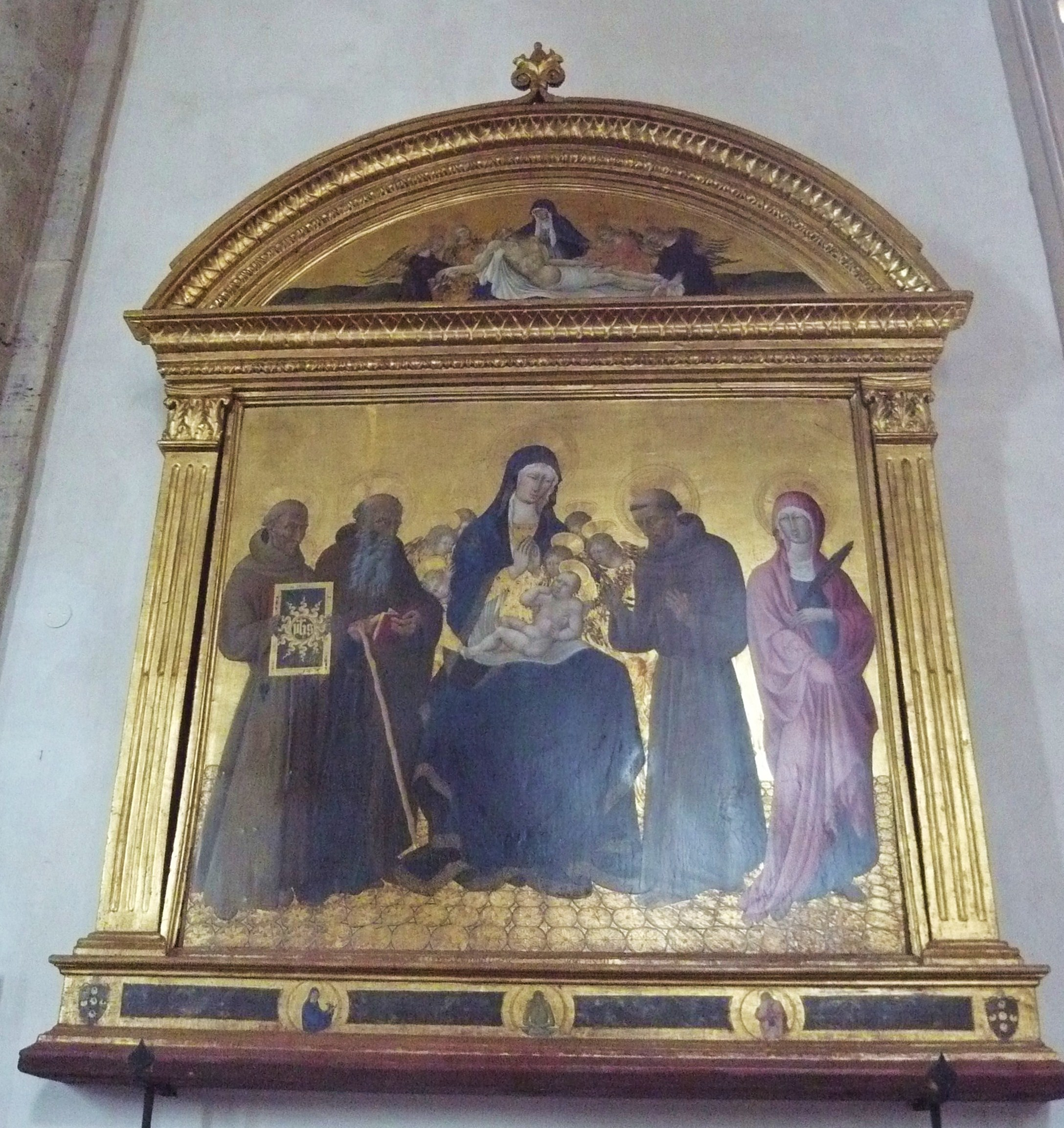
Худ. Джованні ді Паоло. «Вівтар св.Антонія»
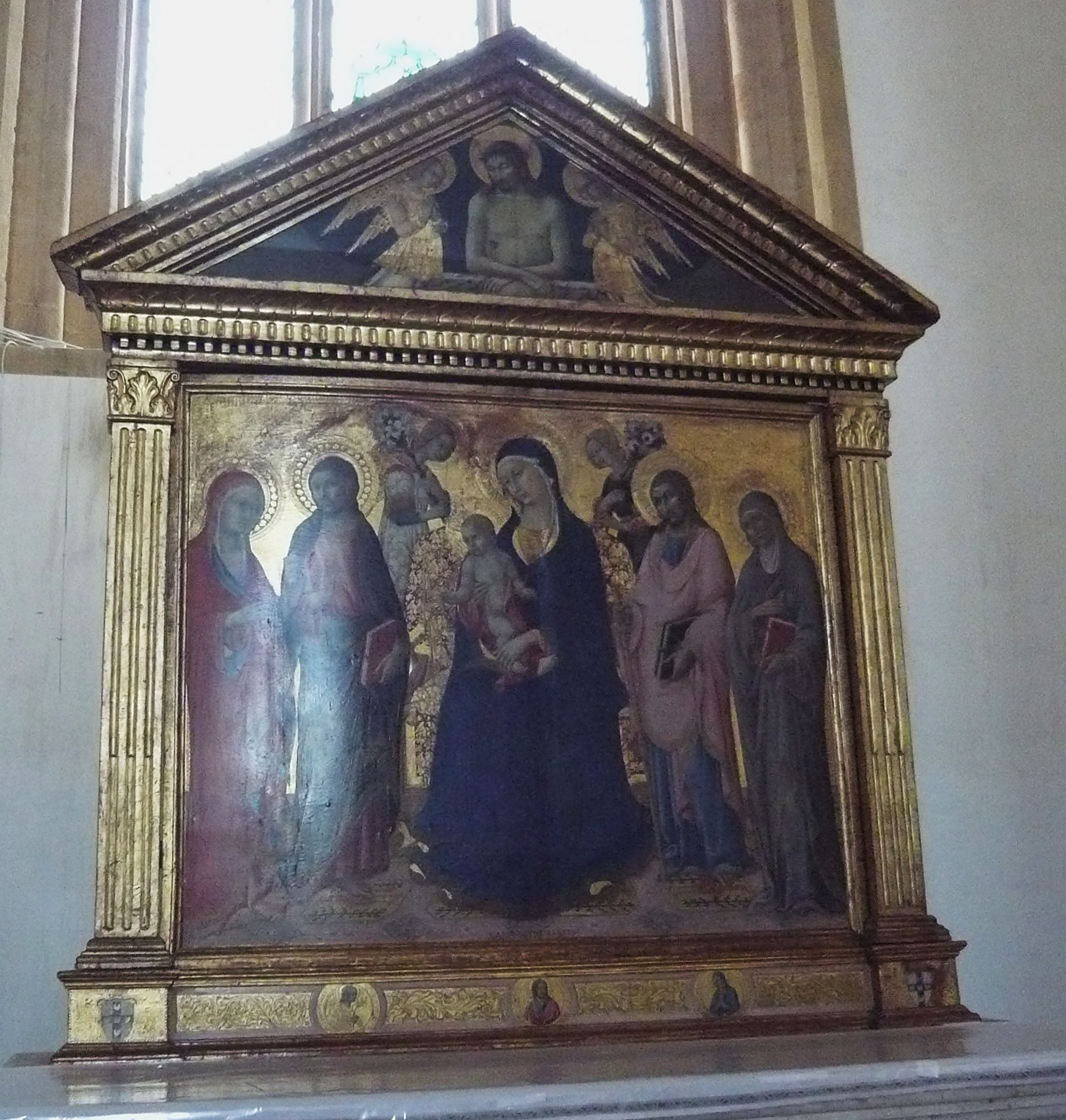
Худ. Сано ді П'єтро. Вівтар св. Джакомо